# Puppy!
 (juillet 2025).
Pour plus de détails, voir Fiche technique et Distribution.
Puppy! est un court métrage d'animation américain réalisé par Genndy Tartakovsky et qui est sorti en première partie du Monde secret des Emojis le 4 août 2017. Il fait partie de l'univers du film Hôtel Transylvanie.

## Synopsis
La vie de l'Hôtel Transylvanie est perturbée lorsque le petit Dennis se fait offrir par le comte Dracula un chiot, plus grand que la normale.

## Fiche technique
- Titre : Puppy!
- Réalisation : Genndy Tartakovsky
- Scénario : Genndy Tartakovsky
- Montage :
- Photographie :
- Musique :
- Animation :
- Producteur : Michelle Murdocca
- Sociétés de production : Sony Pictures Animation
- Société de distribution : Columbia Pictures
- Pays de production :  États-Unis
- Durée :
- Dates de sortie :
  - France : 17 juin 2017 (FIFA 2017)
  - États-Unis : 4 août 2017 (en salles)

## Distribution

### Voix originales
- Asher Blinkoff : Dennis
- Adam Sandler : Dracula
- Andy Samberg : Jonathan
- Selena Gomez : Mavis
- Joe Whyte : Puppy

### Voix françaises
- Simon Faliu : Dennis
- Serge Faliu : Dracula
- Gauthier Battoue : Jonathan
- Alice Taurand : Mavis
- Grégory Quidel : Puppy
- Barbara Tissier : la sorcière femme de chambre

 Source et légende : version française (VF) sur RS Doublage

### Voix québécoises
- Alain Zouvi : Dracula
- Gabriel Lessard : Jonathan
- Geneviève Déry : Mavis